# Salle Damas (Met)
La Salle Damas (en anglais, Damascus Room, ou salle Nur-al-Din) est une reproduction d'un vestibule d'un foyer syrien de la classe supérieure et fait partie de l'espace d'exposition du Metropolitan Museum of Art de New York.

## Histoire
La salle Damas a été conçue dans les années 1970 dans le cadre de l'aile islamique et ottomane du Metropolitan Museum of Art de New York, la majorité étant travaillée directement avec des matériaux de Syrie, sur le modèle de la salle de 1707 de Damas. Bien que la salle d'exposition ait été initialement nommée d'après le nom de famille Nur al-Din mentionné dans divers documents de vente, entre-temps le terme basé sur la capitale syrienne s'est imposé car le musée estime que la provenance de la salle n'est pas suffisamment garantie historiquement. La salle a été entièrement rénovée en 2011 et fait maintenant partie de la galerie islamique nouvellement créée.

## Ameublement
L'intérieur de la pièce est une reproduction d'un vestibule typique d'un foyer syrien de la classe supérieure, suivant les lignes et les formes communes de la culture ottomane de construction et de décoration du XVIIIe siècle au Moyen-Orient. La pièce se caractérise par de lourdes boiseries sur les murs et le plafond, qui à leur tour sont richement décorées et ornementées, reprenant les formes géométriques de la tradition de construction islamique ainsi que des inscriptions poétiques en arabe. Des fenêtres et des armoires murales ornées de vases en porcelaine sont également intégrées dans les décorations murales.
Entre les boiseries du mur et le plafond orné de stuc, il y a quatre fenêtres avec des vitraux, qui sont peintes dans des tons sombres, et laissent entrer une lumière tamisée dans la pièce.
Dans la partie avant de l'entrée, la pièce est remplie d'une fontaine colorée, qui à son tour reprend la tradition des fontaines islamiques et est encastrée dans un sol en marbre blanc, qui est délimité géométriquement par diverses couleurs et motifs. La transition entre le sol et les lambris muraux est formée par une simple rangée de divans en velours rouge-violet, qui invite à la flânerie .